# Ilan Van Wilder
Ilan Van Wilder (* 14. Mai 2000 in Jette) ist ein belgischer Radrennfahrer.

## Werdegang
Im Juniorenalter konnte sich Van Wilder durch seine Vielseitigkeit profilieren. So wurde er bei den UEC-Straßen-Europameisterschaften 2018 Zweiter im Einzelzeitfahren und Vierter im Straßenrennen. Alle Rundfahrten, an denen er 2017 und 2018 teilnahm, beendete er unter den Top 10 in der Gesamtwertung, u. a. die Oberösterreich Juniorenrundfahrt und den Giro della Lunigiana im Jahr 2018 jeweils als Zweiter.
Mit dem Wechsel in die U23 wurde er 2019 Mitglied im Team Lotto-Soudal U23, dem Nachwuchsteam von Lotto Soudal, und hatte eine starke Debütsaison in der U23. Bei der renommierten Tour de l’Avenir wurde er Dritter in der Gesamtwertung, beim Grand Prix Priessnitz spa Vierter.
Bereits im Jahr 2020, im Alter von 19 Jahren, wechselte Van Wilder zum damaligen UCI WorldTeam Sunweb. Schon in seiner ersten Saison als Profi wurde er durch das Team für die Teilnahme an einer Grand Tour, der Vuelta a España, nominiert. Damit war er der jüngste Teilnehmer an der Vuelta, musste diese jedoch bereits auf der ersten Etappe aufgeben.
Unzufrieden im Team DSM, versuchte Van Wilder Ende der Saison 2021 seine Kündigung per Gericht durchzusetzen. Im November wurde der Streit beigelegt, nachdem sich die Teams DSM und Deceuninck-Quick-Step über einen Transfer geeinigt hatten.
Am 24. April 2022 startete Van Wilder beim Frühjahrsklassiker Lüttich–Bastogne–Lüttich und wurde 62 Kilometer vor dem Ziel in einen Massensturz verwickelt. Dabei brach er sich den Kiefer. Sein Teamkollege Julian Alaphilippe brach sich ein Schulterblatt sowie zwei Rippen und zog sich eine Lungenverletzung zu.
In der Saison 2023 wurde Van Wilder Zwölfter des Giro d’Italia, Vierter der Polen-Rundfahrt und Gesamtsieger der Deutschland Tour. Außerdem gewann er das Eintagesrennen Tre Valli Varesine. 2024 blieb er ohne zählbaren Erfolg, seine besten Resultate waren der jeweils vierte Gesamtrang bei der UAE Tour und der Tour de Romandie sowie der zweite Platz beim Japan Cup. 

## Erfolge
2017
- Nachwuchswertung SPIE Internationale Juniorendriedaagse

2018
- Europameisterschaften (Junioren) – Einzelzeitfahren
- Danilith Nokere Koerse voor Juniores
- eine Etappe SPIE Internationale Juniorendriedaagse

2019
- eine Etappe Grand Prix Priessnitz spa
- Nachwuchswertung Triptyque des Monts et Châteaux

2020
- Europameisterschaften (U23) – Einzelzeitfahren

2023
- Gesamtwertung, eine Etappe und Nachwuchswertung Deutschland Tour
- Tre Valli Varesine

## Grand-Tour-Platzierungen
| Grand Tour            | 2022 | 2023 | 2024 | 2025 |
| --------------------- | ---- | ---- | ---- | ---- |
| Giro d’ItaliaGiro     | –    | 12   | –    | –    |
| Tour de FranceTour    | –    | –    | 26   | 32   |
| Vuelta a EspañaVuelta | 40   | –    | –    |      |